# اس‌اس رانچی
اس‌اس رانچی (به انگلیسی: SS Ranchi) یک کشتی است که طول آن ۵۴۷ فوت (۱۶۷ متر) می‌باشد. این کشتی در سال ۱۹۲۵ ساخته شد.